# レオニード・スタドニク
レオニード・ステパノヴィチ・スタドニク（英語: Leonid Stepanovich Stadnyk、ウクライナ語: Леонід Степанович Стадник、1970年8月5日 - 2014年8月24日）は、身長2メートル57センチだったウクライナの人物。

## 経歴

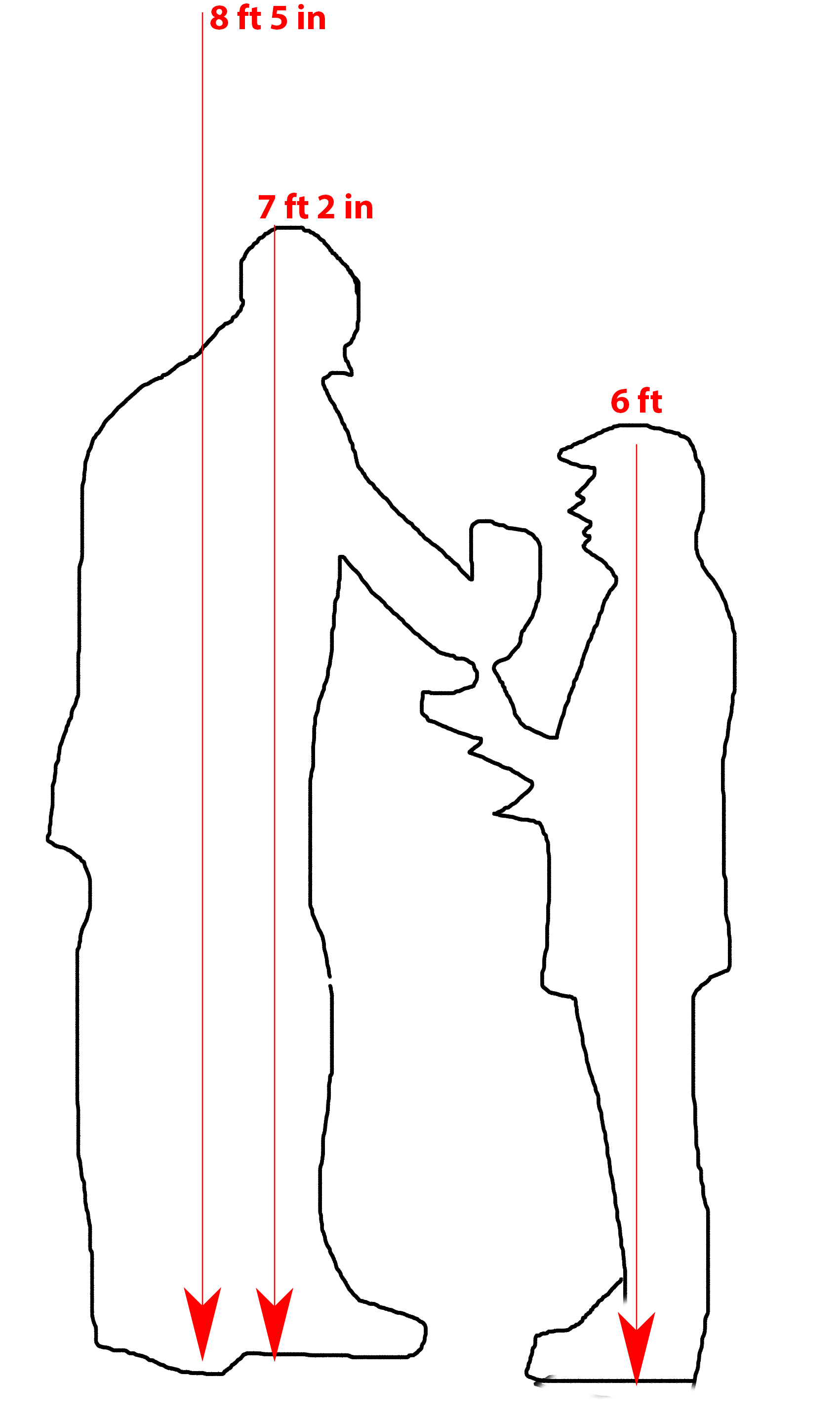
スタドニクの身長

ウクライナ・ジトーミル州（当時はソビエト連邦のウクライナ・ソビエト社会主義共和国）生まれ。14歳のときに行った脳の手術の影響で脳下垂体が刺激された。その結果、成長ホルモンが過剰に分泌され、急激に身長が伸びるようになった。手術の20年後、医師によると腫瘍は不思議にもなくなっていて、彼は健康だという。2006年の春のプラウダの報告によると彼は1年で2cm伸びたという。同プラウダは、スタドニクの健康状態は徐々に悪化し、杖や家の壁が歩くことに必要になってきている、とも報告した。彼の体重は200kgと記録された。
2007年のギネス・ワールド・レコーズで身長257cmとして「最も背の高い人物」と認定された。2008年、24時間にわたって数回測定をしなければならないという認定ルールの改正を拒否したため、身長236cmの鮑喜順にギネス記録を譲ることになった。
スタドニクは獣医の仕事に就いていたが、足のサイズに合う靴が無く凍傷になりかけた為退職し、その後は母と年金暮らしをしていた。医師の知識を生かして健康には気を遣っており心臓や膝に負担をかけないために余り出かけず、読書や家事手伝いなどをして暮らしていた。本人は生活に不便なこの体を「神様の天罰」と嘆き、有名となることを嫌っていた。
2014年8月24日、スタドニクは44歳の若さで脳出血のため死去した。